# Ag2r La Mondiale/Saison 2015
Diese Liste beschreibt die Mannschaft und die Erfolge des Radsportteams ag2r La Mondiale in der Saison 2015.

## Saison 2015

### Erfolge in der UCI World Tour
In der Saison 2015 gelangen dem Team nachstehende Erfolge in der UCI World Tour.
| Datum         | Rennen                          | Sieger             |
| ------------- | ------------------------------- | ------------------ |
| 25. März      | 3. Etappe Volta a Catalunya     | Domenico Pozzovivo |
| 11. Juni      | 5. Etappe Critérium du Dauphiné | Romain Bardet      |
| 11. Juli      | 8. Etappe Tour de France        | Alexis Vuillermoz  |
| 23. Juli      | 18. Etappe Tour de France       | Romain Bardet      |
| 11. September | 19. Etappe Vuelta a España      | Alexis Gougeard    |

### Erfolge in der UCI America Tour
In der Saison 2015 gelangen dem Team nachstehende Erfolge in der UCI America Tour.
| Datum    | Rennen                                      | Kat. | Fahrer     |
| -------- | ------------------------------------------- | ---- | ---------- |
| 25. Juni | Kanadische Meisterschaft – Einzelzeitfahren | CN   | Hugo Houle |

### Erfolge in der UCI Europe Tour
In der Saison 2015 gelangen dem Team nachstehende Erfolge in der UCI Europe Tour.
| Datum                      | Rennen                                          | Kat. | Fahrer                 |
| -------------------------- | ----------------------------------------------- | ---- | ---------------------- |
| 21. Februar                | 1. Etappe Tour du Haut-Var                      | 2.1  | Ben Gastauer           |
| 21.–22. Februar            | Gesamtwertung Tour du Haut-Var                  | 2.1  | Ben Gastauer           |
| 1. März                    | La Drôme Classic                                | 1.1  | Samuel Dumoulin        |
| 21. März                   | Classic Loire Atlantique                        | 1.1  | Alexis Gougeard        |
| 29. März                   | 3. Etappe Critérium International               | 2.HC | Jean-Christophe Péraud |
| 28.–29. März               | Gesamtwertung Critérium International           | 2.HC | Jean-Christophe Péraud |
| 23. April                  | 3. Etappe Giro del Trentino                     | 2.HC | Domenico Pozzovivo     |
| 3. Mai                     | Grand Prix de la Somme                          | 1.1  | Quentin Jaurégui       |
| 8. Mai                     | 3. Etappe Quatre Jours de Dunkerque             | 2.HC | Alexis Gougeard        |
| 30. Mai                    | Grand Prix de Plumelec-Morbihan                 | 1.1  | Alexis Vuillermoz      |
| 15. August                 | 4. Etappe Tour de l’Ain                         | 2.1  | Pierre-Roger Latour    |
| 27. September              | 2. Etappe Tour du Gévaudan Languedoc-Roussillon | 2.1  | Alexis Vuillermoz      |
| 30. September              | Prolog Tour de l’Eurométropole                  | 2.1  | Alexis Gougeard        |
| 2. Oktober                 | Giro del Piemonte                               | 1.HC | Jan Bakelants          |
| 30. September – 4. Oktober | Gesamtwertung Tour de l’Eurométropole           | 2.1  | Alexis Gougeard        |
| 10. Oktober                | Giro dell’Emilia                                | 1.HC | Jan Bakelants          |

### Zugänge – Abgänge
| Zugänge               | Team 2014               | Abgänge              | Team 2015                    |
| --------------------- | ----------------------- | -------------------- | ---------------------------- |
| Jan Bakelants         | Omega Pharma-Quick Step | Maxime Bouet         | Etixx-Quick Step             |
| Quentin Jaurégui      | Roubaix Lille Métropole | Davide Appollonio    | Androni Giocattoli-Sidermec  |
| Pierre-Roger Latour   | Neoprofi                | Jauheni Hutarowitsch | Bretagne-Séché Environnement |
| Johan Vansummeren     | Garmin Sharp            | Steve Chainel        | Cofidis, Solutions Crédits   |
| Nico Denz (ab 01.08.) | Neoprofi                | Julian Kern          | Karriereende                 |

### Mannschaft
| Name                   | Geburtstag         | Nationalität |              |
| ---------------------- | ------------------ | ------------ | ------------ |
| Gediminas Bagdonas     | 26. Dezember 1985  | Litauen      |              |
| Jan Bakelants          | 14. Februar 1986   | Belgien      |              |
| Romain Bardet          | 9. November 1990   | Frankreich   |              |
| Julien Bérard          | 27. Juli 1987      | Frankreich   |              |
| Carlos Betancur        | 13. Oktober 1989   | Kolumbien    |              |
| Guillaume Bonnafond    | 23. Juni 1987      | Frankreich   |              |
| Mickaël Chérel         | 17. März 1986      | Frankreich   |              |
| Maxime Daniel          | 5. Juni 1991       | Frankreich   |              |
| Nico Denz (ab 01.08.)  | 15. Februar 1994   | Deutschland  |              |
| Axel Domont            | 7. August 1990     | Frankreich   |              |
| Samuel Dumoulin        | 20. August 1980    | Frankreich   |              |
| Hubert Dupont          | 13. November 1980  | Frankreich   |              |
| Ben Gastauer           | 14. November 1987  | Luxemburg    |              |
| Damien Gaudin          | 20. August 1986    | Frankreich   |              |
| Alexis Gougeard        | 5. März 1993       | Frankreich   |              |
| Patrick Gretsch        | 7. April 1987      | Deutschland  |              |
| Hugo Houle             | 27. September 1990 | Kanada       |              |
| Quentin Jaurégui       | 22. April 1994     | Frankreich   |              |
| Blel Kadri             | 3. September 1986  | Frankreich   |              |
| Pierre-Roger Latour    | 12. Oktober 1993   | Frankreich   |              |
| Sébastien Minard       | 12. Juni 1982      | Frankreich   |              |
| Lloyd Mondory          | 26. April 1982     | Frankreich   |              |
| Matteo Montaguti       | 6. Januar 1984     | Italien      |              |
| Rinaldo Nocentini      | 25. September 1977 | Italien      |              |
| Jean-Christophe Péraud | 22. Mai 1977       | Frankreich   |              |
| Domenico Pozzovivo     | 30. November 1982  | Italien      |              |
| Christophe Riblon      | 17. Januar 1981    | Frankreich   |              |
| Sébastien Turgot       | 11. April 1984     | Frankreich   |              |
| Johan Vansummeren      | 4. Februar 1981    | Belgien      |              |
| Alexis Vuillermoz      | 1. Juni 1988       | Frankreich   |              |
| Stagiaires             | Stagiaires         | Nationalität | Nationalität |
| François Bidard        | François Bidard    | Frankreich   |              |
| Romain Campistrous     | Romain Campistrous | Frankreich   |              |
| Florent Pereira        | Florent Pereira    | Frankreich   |              |